# Шапечинська сільська рада
54°59′39″ пн. ш. 30°18′42″ сх. д. / 54.99417° пн. ш. 30.31167° сх. д.
Шапе́чинська сільська́ ра́да (біл. Шапе́чынскі сельсавет) — адміністративно-територіальна одиниця у складі Вітебського району, Вітебської області Білорусі. Адміністративний центр сільської ради — агромістечко Шапечине.

## Розташування
Шапечинська сільська рада розташована на півночі Білорусі, на сході Вітебської області, на південь від обласного та районного центру Вітебськ.
Найбільша річка, яка протікає територією сільради, з півдня на північ — Лучоса (90 км), ліва притока Західної Двіни, із своєю лівою притокою — Оболянкою (89 км) та правою — Суходровкою (66 км). Найбільше озеро, які тут розташоване — Скридлеве (0,76 км²).

## Історія
8 квітня 2004 року Шапечинській сільській раді були передані всі 13 населених пунктів ліквідованої Замостоцької сільської ради.

## Склад сільської ради
До складу Шапечинської сільської ради входить 34 населених пункти:
| - Шапечине — агромістечко. - Велика Черниця — село. - Володимирівка — село. - Гарькове — село. - Гороватка — село. - Горові — село. - Гряда — село. - Диманове — село. - Зазиби 1 — село. - Замосточчя — агромістечко. - Заріччя — село. - Іллічівка — село. - Косачі — село. - Кузьменці — село. - Липівці — селище. - Лучеса — село. - Ляденки — село. | - Лядище — село. - Ляхи — село. - Макарове — село. - Мяклове — село. - Новики — село. - Осинівка — село. - Пущеєве — село. - Рожнове — село. - Савченки — село. - Скридлево — село. - Слобода — село. - Старинці — село. - Стриганці — село. - Тялоші — село. - Чернецький Мох — село. - Шарки — село. - Шилки — село. |